# A Useful Ghost
A Useful Ghost (em tailandês: ผีใช้ได้ค่ะ) é um filme de comédia ácida e fantasia de 2025, dirigido e escrito por Ratchapoom Boonbunchachoke em sua estreia na direção. O filme é estrelado por Davika Hoorne, Witsarut Himmarat, Apasiri Nitibhon, Wanlop Rungkumjud e Wisarut Homhuan. É uma co-produção da Tailândia, França, Singapura e Alemanha.
O filme teve sua estreia mundial na seção Semana da Crítica do Festival de Cinema de Cannes de 2025, em 17 de maio de 2025, onde ganhou o Grande Prêmio.

## Premissa
March e Nat são um casal feliz, na casa dos 30 anos, com Dot, um filho de 7 anos. March administra a fábrica familiar de aspiradores de pó. Um dia, Nat morre de doença respiratória causada pela poluição do ar. Triste com a morte da esposa, March teme que o mesmo destino recaia sobre o filho, que gradualmente desenvolve sintomas semelhantes.
Preocupada com a saúde do filho, Nat retorna como um fantasma assombrando o aspirador de pó da casa. Enquanto todos temem que ela seja o aspirador possuído, apenas o marido vê isso como uma chance de reunir a família. Nat, a fantasma, tenta desesperadamente se livrar da poeira da casa até perceber que, além dessas pequenas partículas indesejadas, a família também está manchada por outras coisas: os fantasmas dos trabalhadores mortos na fábrica da família.

## Elenco
- Davika Hoorne como Nat
- Witsarut Himmarat como March
- Apasiri Nitibhon como Suman
- Wanlop Rungkumjud como Krong
- Wisarut Homhuan como Ladyboy Acadêmico

## Produção
O projeto participou do programa Portas Abertas do Festival de Cinema de Locarno de 2021, onde ganhou o prêmio principal e recebeu uma bolsa de produção de 35.000 CHF. Em outubro de 2022, o projeto foi anunciado como parte da lista da produtora singapuriana Momo Film Co. Em maio de 2023, foi relatado que a produtora francesa Haut Les Mains co-produziria o filme. Em julho de 2023, foi selecionado como um dos beneficiários do Hubert Bals Fund +Europa: Apoio à Co-produção Minoritária durante o Festival Internacional de Cinema de Rotterdam. Em novembro de 2023, recebeu uma bolsa de produção de € 35.000 do World Cinema Fund da Berlinale.

## Lançamento
A Useful Ghost teve sua estreia mundial em 17 de maio de 2025 no Festival de Cinema de Cannes de 2025 na seção Semana da Crítica. Ganhou o Grande Prêmio da seção. Em abril de 2025, Best Friend Forever adquiriu os direitos internacionais do filme.

## Prêmios e indicações
| Associações                  | Data da cerimônia  | Categoria                          | Nomeações                  | Resultado |
| ---------------------------- | ------------------ | ---------------------------------- | -------------------------- | --------- |
| Festival de Cinema de Cannes | 24 de maio de 2025 | Grande Prêmio da Semana da Crítica | Ratchapoom Boonbunchachoke | Venceu    |
| Festival de Cinema de Cannes | 24 de maio de 2025 | Caméra d'Or                        | Ratchapoom Boonbunchachoke | Indicado  |